# Dinamo-Żemczużyna-2 Soczi
Dinamo-Żemczużyna-2 Soczi (ros. Футбольный клуб «Динамо-Жемчужина-2» Сочи, Futbolnyj Kłub "Dinamo-Żemczużyna-2" Soczi) – rosyjski klub piłkarski z siedzibą w mieście Soczi.

## Historia
Chronologia nazw:
- 1996-1997: Dinamo-Żemczużyna-2 Soczi (ros. «Динамо-Жемчужина-2» Сочи)

Klub Dinamo-Żemczużyna-2 Soczi został założony w 1996 i debiutował w Trzeciej Lidze, grupie 2.
W następnym sezonie występował w Drugiej Lidze, grupie Zachodniej, ale po 7 kolejkach zrezygnował z dalszych występów i został pozbawiony statusu klubu profesjonalnego.

## Sukcesy
- 2. miejsce w Rosyjskiej Trzeciej Lidze, grupie 2: 1994

## Znani piłkarze
- / Stanisław Dubrowin
- Manuk Kakosjan

## Inne
- Żemczużyna Soczi